# Trinacria (araldica)

Lo stemma della Regione Siciliana: il giallo ed il rosso rappresentano rispettivamente il coraggio delle città di Palermo e poi di Corleone, che per prime insorsero contro i francesi durante i vespri siciliani del 1282.

La trinacria in araldica è una testa femminile con tre gambe piegate (triscele) da essa moventi. 
La testa rimanda alle gorgoni, mostri della mitologia greca con ali d’oro e caratteristici serpenti al posto dei capelli. Esse erano tre e rappresentavano le perversioni: Euriale rappresentava la perversione sessuale, Steno la perversione morale e Medusa la perversione intellettuale.
La trinacria è il simbolo che rappresenta la Sicilia e che dunque è rappresentato nel suo stemma ufficiale; tale associazione è dovuta alla particolare configurazione geografica dell’isola, caratterizzata da tre promontori, Passero, Peloro e Lilibeo e tre vertici che immediatamente rimandano alla forma triangolare.

## Origine del simbolo
Gli studiosi confermano che la trinacria sia un antico simbolo religioso che rappresentava il dio del sole nella sua triplice forma di primavera, estate e inverno. Ciò è testimoniato da antiche monete del VI e IV secolo a.C.
È solo in epoca romana che la trinacria perde il suo intrinseco significato religioso per divenire unicamente il simbolo geografico della Sicilia.
Proprio in quell'epoca, a Palermo, la gorgone con tre gambe appare nel suo aspetto definitivo sulle monete, la cui testa venne privata dei serpenti e decorata con delle spighe di grano che tributavano alla Sicilia il suo ruolo di granaio dell'antico Impero Romano. Così, la Sicilia divenne sinonimo di fertilità e prosperità.